# Grand Prix de Plumelec-Morbihan 2017
Der 41. Grand Prix de Plumelec-Morbihan 2017 war ein französisches Straßenradrennen mit Start und Ziel in Plumelec nach 182 km. Es fand am Samstag, den 27. Mai 2017, statt. Zudem war es Teil der UCI Europe Tour 2017 und dort in der Kategorie 1.1 eingestuft.
Sieger wurde der Franzose Alexis Vuillermoz von AG2R La Mondiale.

## Teilnehmende Mannschaften
| WorldTeams (2)- FDJ - AG2R La Mondiale Professional Continental Teams (5)- Fortuneo-Vital Concept - Cofidis, Solutions Crédits - Gazprom-RusVelo - Direct Énergie - Delko Marseille Provence KTM Continental Teams (7)- Euskadi Basque Country-Murias - HP BTP-Auber 93 - Roubaix Lille Métropole - Armée de terre - Interpro Academy - D'Amico-Utensilnord - Differdange-Losch Nationalmannschaft- Frankreich |
| |

## Rennverlauf
Kurz nach dem Start konnten sich Daniel Díaz (Argentinien/Delko Marseille Provence), Jan Petelin (Luxemburg/Differdange), Pello Olaberria (Spanien/Euskadi) und Marlon Gaillard (Frankreich/Nationalteam Frankreich U23) vom Feld absetzen. In der Folge hatten sie maximal vier Minuten Vorsprung. Nach 35 Kilometern machten sich 13 weitere Fahrer, u. a. mit Mathias Frank (Schweiz/AG2R), vom Feld lösen. Nach 70 Kilometern schlossen sie zu den Ausreißern die Lücke. Im Laufe des Tages fuhren immer wieder Fahrer zu der Spitzengruppe auf oder verloren den Anschluss zu dieser Gruppe. Kurz vor der Schlusssteigung waren 20 Fahrer an der Spitze des Rennens. 500 Meter vor dem Ziel setzte Alexis Vuillermoz (Frankreich/AG2R) die entscheidende Attacke. Er erreichte als Solist das Ziel, acht Sekunden vor Jonathan Hivert (Frankreich/Direct Énergie).

## Rennergebnis
| \| Gesamtwertung \| Gesamtwertung \| Gesamtwertung \| Gesamtwertung \| Gesamtwertung \| \| Fahrer \| Fahrer \| Land \| Team \| Zeit \| \| ------------- \| ----------------- \| ------------- \| -------------------------- \| --------------- \| \| 1. \| Alexis Vuillermoz \| Frankreich \| AG2R La Mondiale \| 4 h 14 min 30 s \| \| 2. \| Jonathan Hivert \| Frankreich \| Direct Énergie \| + 8 s \| \| 3. \| Samuel Dumoulin \| Frankreich \| AG2R La Mondiale \| + 10 s \| \| 4. \| Arthur Vichot \| Frankreich \| FDJ \| + 10 s \| \| 5. \| Julien Simon \| Frankreich \| Cofidis, Solutions Crédits \| + 10 s \| \| 6. \| Benoît Cosnefroy \| Frankreich \| Frankreich \| + 10 s \| \| 7. \| Laurent Pichon \| Frankreich \| Fortuneo-Vital Concept \| + 12 s \| \| 8. \| Kévin Réza \| Frankreich \| FDJ \| + 12 s \| \| 9. \| Thibault Ferasse \| Frankreich \| Armée de terre \| + 12 s \| \| 10. \| Franck Bonnamour \| Frankreich \| Fortuneo-Vital Concept \| + 12 s \| |                   |            |                            |                 |
| |                   |            |                            |                 |
| Quelle: ProCyclingStats |                   |            |                            |                 |
| Gesamtwertung |                   |            |                            |                 |
| Fahrer | Fahrer            | Land       | Team                       | Zeit            |
| 1. | Alexis Vuillermoz | Frankreich | AG2R La Mondiale           | 4 h 14 min 30 s |
| 2. | Jonathan Hivert   | Frankreich | Direct Énergie             | + 8 s           |
| 3. | Samuel Dumoulin   | Frankreich | AG2R La Mondiale           | + 10 s          |
| 4. | Arthur Vichot     | Frankreich | FDJ                        | + 10 s          |
| 5. | Julien Simon      | Frankreich | Cofidis, Solutions Crédits | + 10 s          |
| 6. | Benoît Cosnefroy  | Frankreich | Frankreich                 | + 10 s          |
| 7. | Laurent Pichon    | Frankreich | Fortuneo-Vital Concept     | + 12 s          |
| 8. | Kévin Réza        | Frankreich | FDJ                        | + 12 s          |
| 9. | Thibault Ferasse  | Frankreich | Armée de terre             | + 12 s          |
| 10. | Franck Bonnamour  | Frankreich | Fortuneo-Vital Concept     | + 12 s          |